# Romulea (città antica)
Romulea era una città sannita di incerta localizzazione. Descritta da Tito Livio (X, 17) come una delle più opulente città del Sannio, fu depredata nel 296 a.C. dai Romani nel corso delle guerre sannitiche.

## Storia
Durante la terza guerra sannitica Romulea fu espugnata e saccheggiata nel 296 a.C. dal console Publio Decio Mure o, secondo un'altra fonte annalistica, dal console Quinto Fabio Massimo.
Lo storico Tito Livio nella sua opera Ab urbe condita narra così la presa di Romulea:
(Tito Livio, Ab urbe condita, X, 17)
Tuttavia Livio si mostra incerto nell'attribuire la vittoria a Publio Decio riportando, nello stesso capitolo, che «alcuni annalisti attribuiscono la maggior parte del credito per queste conquiste a Massimo; essi sostengono che Decio prese Murgantia, mentre Ferentinum e Romulea vennero conquistate da Fabio. Alcuni ancora rivendicano questo onore per i nuovi consoli, mentre alcuni lo restringono a L. Volumnio, a cui, sostengono, il Sannio fu assegnato come sua sfera di azione.» Analogamente a Romulea, neppure Murgantia e Ferentinum sono state mai identificate.
Nei secoli successivi soltanto Stefano di Bisanzio rammenta l'antica Romulea (chiamandola Ῥωμυλία, ossia Romulia) con le seguenti parole:
(Stefano Bizantino)

## Localizzazione
Benché siano stati condotti numerosi studi in materia, il problema della localizzazione di Romulea rimane irrisolto. Nel corso dei secoli sono state avanzate molteplici ipotesi, riconducibili però a tre filoni fondamentali.

### Romulea nel Sannio carricino
Secondo tale congettura, avanzata fin dal XVIII secolo dall'abate archeologo Domenico Romanelli e basata essenzialmente sulle assonanze toponomastiche e sui copiosi reperti archeologici emergenti in loco, Romulea poteva corrispondere alla località Piano Laroma nel Sannio carricino (tra gli attuali comuni di Casoli e Palombaro in Abruzzo). In realtà gli studiosi contemporanei ritengono assai più verosimile che in quel sito sorgesse invece Cluviae, una diversa città dapprima sannita-carricina e poi romanizzata. Tuttavia lo storico tedesco Theodor Mommsen aveva anche ipotizzato (sulla base di un'iscrizione rinvenuta in zona) che l'antica Romulea poteva eventualmente coincidere con lo stesso centro abitato di Palombaro, situato pochi chilometri più a ovest e alcune centinaia di metri più in alto  rispetto a Piano Laroma.

### Romulea nel Sannio pentro
Nel 1962, presso Larino (l'antica Larinum degli Apuli o dei Frentani), fu rinvenuta un'epigrafe di epoca imperiale che attesta una dedica della colonia Romulensis a Gaio Vibio Postumo, un pretore e console suffetto originario del posto vissuto ai tempi di Augusto. L'epigrafe, in buono stato di conservazione, è custodita nel locale palazzo Ducale.
(Epigrafe)
L'identificazione di tale colonia Romulensis con Romulea, secondo gli autori della Rivista di filologia e di istruzione classica, appare però dubbia. In ogni caso, poiché entro il 304 a.C. tanto gli Apuli quanto i Frentani erano ormai alleati con i Romani, Romulea non poteva trovarsi nel loro territorio, ma semmai nel retrostante Appennino sannita occupato dai Pentri. L'archeologo Adriano La Regina, anche a prescindere da tali considerazioni, riteneva che il sito dell'antica Romulea sorgesse "con tutta probabilità" all'interno del Sannio pentro.

### Romulea nel Sannio irpino
Gli itinerari di epoca tardo-antica, quali l'Itinerarium Antonini e la Tabula Peutingeriana, citano una stazione di cambio dei cavalli (mansio), denominata sub Romula, lungo una direttrice che da Aeclanum conduce a un ponte sull'Ofanto, in un settore occupato anticamente dai Sanniti irpini. L'esatta ubicazione di sub Romula è comunque ignota, anche se in passato era stato ipotizzato che potesse corrispondere alla Trivici villa di oraziana memoria, oppure che sorgesse sull'altipiano del Formicoso nei pressi di Bisaccia, o ancora che si trovasse alle falde del monte Rumulo presso Carife. Certo è che gli unici grossi centri sannitici esistenti nei paraggi erano proprio Carife e, in misura assai minore, Morra, quantunque entrambi i toponimi "Carife" e "Morra" risalgano essi stessi all'epoca pre-romana. Ad ogni modo l'archeologo Werner Johannowsky definiva Carife "un importante insediamento sannitico che si potrebbe identificare forse con Romulea".